# 7. Armee (Rote Armee)
Die 7. Armee (russisch 7-я армия) war ein Großverband der Roten Armee im Zweiten Weltkrieg, der ausschließlich an der Nordfront (Karelien, Swir-Front) gegen die finnischen Truppen eingesetzt wurde.
Weil die Armeetruppen im Sommer von den finnischen Truppen zwischen Ladoga- und Onegasee isoliert worden waren, wurde der Großverband am 24. September 1941 in 7. selbständige Armee umbenannt.

## Erste Formation
Die 7. Armee wurde am 14. September 1939 in dem Militärbezirk Leningrad auf Grundlage des Oberkommandos des Kalininer Militärbezirkes aufgestellt. Am 29. Oktober 1939 legte der Militärrat des Leningrader Militärbezirks den „Operationsplan zur Zerschlagung der Land- und Seestreitkräfte der finnischen Armee“ zur Genehmigung vor. Die 7. Armee marschierte der Linie Kuschelewka – Terioki – Raivola auf, das Hauptquartier unter Führung von General W. F. Jakowlew befand sich in Valkeasaari (Beloostrow). Zu Beginn des Sowjetisch-Finnischen Krieges zählte die 7. Armee 169.000 Mann, 1286 Geschütze und 1490 Panzer, die Gliederung umfasste folgende Verbände:
19. Schützenkorps, Div. Kom. Filipp Nikanorowitsch Starikow
- 24., 43., 70. und 123. Schützendivision, 40. Panzerbrigade

50. Schützenkorps, Div. Kom. Filipp Danilowitsch Gorelenko
- 49., 90. und 142. Schützendivision, 35. leichte Panzerbrigade

Reserve: 138. und 150. Schützendivision, separate 20. Panzerbrigade
10. Panzerkorps, Generalmajor Prokofi Logwinowitsch Romanenko
- 1. und 13. Panzerbrigade

Am 30. November 1939 überquerten die Armeetruppen um 8 Uhr nach einer 30-minütigen Artillerievorbereitung die Karelischen Landenge auf 110 km Breite. Das 50. Schützenkorps und das 10. Panzerkorps operierte im Raum Mustamjaki, das 19. Schützenkorps und die 138. Schützendivision bei Kaneljarvi und das 10. Schützenkorps bei Terijoki, die Reserve mit der 113. und 136. Schützendivision war bei Raivola konzentriert. Auf finnischer Seite stand die „Isthmusarmee“ unter Generalleutnant Hugo Österman gegenüber. Am 30. November sollte die 7. Armee  in zwei Stoßrichtungen vorrücken. Das 19. Schützenkorps (24., 138., 70. Schützendivisionen, 20. Panzerbrigade) auf Wyborg und das 50. Schützenkorps  (142. und 90. Schützendivisionen, 35. leichte Panzerbrigade) rückten mit Unterstützung von zwei Artillerie-Regimentern auf  Käkisalmi (Kexholm). Die Schlacht von Taipale begann am 6. Dezember, als die 49. und 150. Schützendivision versuchten, den Fluss Taipale an drei Stellen zu überqueren. Das flache Gelände bot keine Deckung und die präzise Artillerie der finnischen 10. Division verursachte dadurch schwere Verluste. Aufgrund der Übermacht gelang es den Truppen der 7. Armee aber einen Brückenkopf über den Fluss zu bilden. In den folgenden Tagen wehrten die Finnen weitere Angriffe ab, konnten aber die schrittweise Erweiterung des Brückenkopf nicht verhindern, wo bald die 39. Panzerbrigade eingesetzt wurde. Bis zum 12. Dezember gelang es Einheiten der 7. Armee, die Mannerheim-Linie in der Hauptverteidigungslinie zu erreichen. Anfang Dezember 1939 wurde eine spezielle Gruppe unter General W. D. Grendal  mit 3 Schützendivisionen (49., 142. und 150.) gebildet um zum Fluss Taipalenjoki durchzubrechen und in den Rücken der Mannerheim-Linie zu gelangen. Die Durchbruchsversuche dauerten bis Ende Dezember, blieben jedoch erfolglos.
Im Januar und Anfang Februar 1940 kamen weitere Verstärkungen bei 7. Armee an, die Materialvorräte wurden ergänzt und eine Neuorganisation wurde durchgeführt. Am 11. Februar 1940 begann nach zehntägiger Artillerievorbereitung eine neue Offensive. Die Truppen der 7. Armee operierten mit dem 10. Schützenkorps bei Mustamäki, mit dem 50. Schützenkorps und 10. Panzerkorps im Raum Kaneljarvi, das in Reserve gehaltene 19. Schützenkorps war bei Lounatjoki konzentriert. Im Laufe der dreitägigen Kämpfe brachen die Truppen der 7. Armee durch die erste Verteidigungslinie der Mannerheim-Linie durch, die eingeführten Panzerverbände erreichen endlich den operativen Durchbruch. Bis zum 17. Februar wurden die Einheiten der finnischen Armee auf die zweite Verteidigungslinie zurückgezogen, da eine Umfassung drohte. Bis zum 24. Februar besetzten Einheiten der 7. Armee, die mit den Küstenabteilungen der Ostseeflotte interagierten, mehrere Küsteninseln. Am 28. Februar startete die 7. Armee den Angriff vom Vuoksa bis zur Wyborger Bucht. Um den Angriff auf Wyborg zu stoppen, öffneten die Finnen die Schleusen des Saimaa-Kanals und überfluteten das Gebiet nordöstlich der Stadt. Diese Aktion konnte aber nicht verhindern, das die Truppen der 7. Armee  am 13. März in Wyborg eindringen konnte. Während der Kampfhandlungen im sowjetisch-finnischen Krieg verlor die 7. Armee 99.919 Mann (59 % der ursprünglichen Stärke), davon 18.459 Tote und  81.460 Verwundete. Nach dem Ende des sowjetisch-finnischen Krieges wurde auf Anordnung des Volksverteidigungskommissars der UdSSR Nr. 0013 vom 26. März 1940 die Verwaltung der 7. Armee aufgelöst.

## Zweite Formation
Das zweite Kommando der 7. Armee wurde auf Anordnung des Volkskommissars für Verteidigung am 18. September 1940 auf der Grundlage des in Petrosawodsk stationierten 56. Schützenkorps neu gebildet.
Zu Beginn des deutschen Überfalles auf die Sowjetunion lag die 7. Armee Ende Juni 1941 Verteidigungsstellungen an der Staatsgrenze zwischen dem Swir-Abschnittes bis nördlich des Ladogasees und bestand aus folgenden Einheiten:
- 54. Schützendivision (Generalmajor Ilja Wassiljewitsch Panin)
- 71. Schützendivision (Oberst Wassili Nikolajewitsch Fedorow)
- 168. Schützendivision (Oberst Andrei Leontjewitsch Bondarew)
- 237. Schützendivision (Generalmajor Dmitri Fjodorowitsch Popow)
- 26. Befestigter Raum (Sortawala)

Am 24. Juni 1941 wurde die 7. Armee Teil der Nordfront. Bis zum 30. Juli 1941 befand sich die Armee an der Grenze zwischen Porososero, Schotozero und dem Fluss Tuloksa (25 km nordwestlich von Olonez). Nachdem Finnland wieder in den Krieg eingetreten war, startete deren Truppen eine Offensive an der Karelischen Landenge. Die Finnen konnten die Verteidigung der sowjetischen 23. Armee nicht durchbrechen und gruppierten darauf die Karelische Armee in den Raum nördlich des Ladogasee um, um Leningrad von Nordosten zu umgehen. Diese Offensive entfaltete sich in zwei Hauptrichtungen: auf Olonez und auf Petrosawodsk.
Am 27. August 1941 wurde die 7. Armee der Leningrader Front und ab dem 1. September der Karelischen Front übertragen. Als der vom Hauptquartier entsandte General Merezkow im Hauptquartier der 7. Armee in Petrosawodsk eintraf, war die Situation der 7. Armee sehr schwierig. Die 7. Armee zog sich langsam nach Südosten zurück. Solange die deutschen Truppen, die von Südwesten auf Leningrad vorrückten noch am Wolchow standen, drohte keine Gefahr, zwei Monate später drohte sich jedoch der äußere Einkreisungsring um Leningrad zu schließen. Auch die Finnen erhöhten den Druck. Die südliche Gruppe der 7. Armee verteidigte von der Mündung des Swir und bei Petrosawodsk. Eine separate Gruppe wurde nach einem finnischen Durchbruch bei Kondopoga im Raum Medweschjegorsk von den Hauptstreitkräften abgeschnitten und zog sich nach Nordosten zurück. Die Kommunikation zu den auf 120 Kilometer entlang des Onegasees aufgeteilten Armeeteilen war verloren gegangen. Den Finnen gelang es an mehreren Stellen, den Swir zu überwinden und einen Brückenkopf am südlichen Ufer zu schaffen. Einsetzbar war nur noch die 314. Schützendivision (Generalmajor A. D. Schemenkow), der Rest war von den Kämpfen erschöpft. Weil die Armeetruppen zwischen der Karelischen und der Leningrader Front und zwischen Ladoga- und Onegasee isoliert war, wurde der Großverband am 24. September in 7. selbständige Armee umbenannt. Armeegeneral Merezkow übernahm das Oberkommando, der bisherige Armeekommandant General Gorelenko wurde zu seinem Stellvertreter degradiert. Der Stabschef der 7. Armee, Generalmajor A. N. Krutikow, brachte Merezkov auf den neuesten Stand.  Am 25. September wurde die Armee von der Karelischen Front abgezogen und die 7. selbständige Armee unter dem direkten Kommando der Stawka gestellt.
Mitte September 1941 wurden die Armeetruppen, die bei Uchta und Rebolsk verteidigten, zur Karelischen Front verlegt. Die Finnen verstärkten ihren Druck in Richtung Petrosawodsk und schlossen Ende September die Zangen um die Stadt. Am Morgen des 2. Oktober mussten die sowjetischen Truppen Petrosawodsk räumen. Mitte Oktober wurden die Truppen, die bei Medweschjegorsk und Kondopoga operierten, als Einsatzgruppe Medweschjegorsk der Karelischen Front zugeteilt.
Von Oktober 1941 bis Juni 1944 hielt die 7. Armee die neu entstandene Stellungsfront entlang des Flusses Swir bis zum Ladogasee. Im April 1942 führte die 7. Armee eine Offensive mit dem Ziel durch, die Region Podporoschje einzunehmen und am rechten Ufer des Flusses Swir Fuß zu fassen, um Brückenköpfe für den Fall weiterer Offensivaktionen zu schaffen. Die Operation der 7. Armee sollte zusammen mit der 32. Armee durchgeführt werden, die vorgegebenen Ziele konnten aber nicht erreicht werden. Es folgten mehrjährige Stellungskämpfe in  Karelien unter dem neuen Armeeführer Generalleutnant A. N. Krutikow.
Seit dem 21. Juni 1944 nahm die 7. Armee, bestehend aus der 37. Garde-, dem 4., 94. und 99. Schützenkorps an der Swir-Petrosawodsker Operation (21. Juni bis 9. August 1944) teil. Am Morgen des 21. Juni begannen starke Artillerie- und Luftbombardements durch die 7. Luftarmee. Gleich am ersten Tag der Operation überquerten die Truppen der 7. Armee mit Unterstützung der Ladoga-Flottille den Swir bei Lodeynoje Pol und bildete einen Brückenkopf von 16 km Breite und 8 km Tiefe. Am nächsten Tag wurde der Brückenkopf deutlich erweitert. Bei der Überwindung des Swir  zeichnete sich das Garde-Schützen-Regiment 300  der 99. Garde-Schützen-Division und das Garde-Schützen-Regiment 296 der 98. Garde-Schützendivision aus. Es gab keine Furten, so musste der Fluss unter starkem feindlichem Beschuss eine 400 m breite Wasserbarriere überwunden werden. Trotz des anhaltenden Beschusses erreichte die Gruppe das gegenüberliegende Ufer und verschanzte sich dort. Die finnischen Truppen zogen sich zurück, verminten die Straßen, sprengten Brücken und errichteten massive Blockaden in den Wäldern. Daher verlangsamte sich die Offensive der Truppen der 7. Armee, die Stawka äußerte sich in der Weisung vom 23. Juni unzufrieden mit der Lage. Die 7. Armee erhielt den Befehl die Offensive in Richtung Olonez, Pitkjaranta und in Richtung Kotkozero-Prjascha schneller zu entwickeln. Am 23. Juni gruppierten sich die Verbände der 7. Armee um und begannen die zweite finnische Verteidigungslinie zu durchbrechen. Am selben Tag landete die Ladoga-Militärflottille unter dem Kommando von Konteradmiral W. S. Tscherokow im Rücken der finnischen Gruppierung bei Olonez. Zwischen den Flüssen Tuloksa und Vidlitsa wurde die 70. Marine-Schützenbrigade gelandet. Am 25. Juni befreiten  Verbände der 7. Armee die Stadt Olonez. Am 27. Juni begann die Vorhut der 7. Armee, welche sich mit den Landungstruppen im Raum Vidlitsa vereinigt hatten, in Richtung Pitkjaranta zu verfolgen.
In Zusammenarbeit mit der Onega-Flottille (Kapitän N.V. Antonow) konnte nach der Landung bei Lachtinsk die Stadt Petrosawodsk am 28. Juni zurückerobert und die Eisenbahnlinie nach Kirowskaja (Murmansk) auf der gesamten Länge gesichert werden. Am 10. Juli drang die Truppen der 7. Armee mit Unterstützung der Ladoga-Flottille in Loimola ein und besetzte auch die Stadt Pitkäranta. Ende September 1944 erreichten die Armeetruppen die sowjetisch-finnische Grenze südwestlich der Stadt Sortawala. Nach dem Abschluss des sowjetisch-finnischen Waffenstillstandsabkommens am 8. Oktober wurde die Armee in die Frontreserve und am 15. November 1944 in die Reserve zurückgezogen.
Anfang Januar 1945 wurde die 7. Arme auf Grund eines Befehls des Oberkommandos vom 18. Dezember 1944 aufgelöst, das Oberkommando wurde zur Bildung der 9. Gardearmee herangezogen.

## Führung
Oberbefehlshaber
- Generalleutnant Wsewolod Fjodorowitsch Jakowlew, 14. September – 9. Dezember 1939
- Generalleutnant Kirill Afanassjewitsch Merezkow, 9. Dezember 1939 – 28. Januar 1940
- Generalleutnant Filipp Danilowitsch Gorelenko, 28. Januar – 24. September 1941
- Generalleutnant Kyrill Afanasjewitsch Merezkow, 24. – 11. September 1941
- Generalleutnant Filipp Danilowitsch Gorelenko, 9. November 1941 – 4. Juli 1942
- Generalleutnant Sergei Georgiewitsch Trofimenko, 4. Juli 1942 – 22. Januar 1943
- Generalmajor Alexei Nikolajewitsch Krutikow, 23. Januar 1943 – 27. August 1944
- Generalleutnant Wladimir Alexewitsch Glusdowski, 27. August – 7. Dezember 1944

Stabschefs
- Generalmajor Alexei Nikolajewitsch Krutikow, November 1940 – 29. Januar 1943
- Oberst Viktor Pawlowitsch Orleanski, 29. Januar – 16. November 1943
- Oberst Michail Ignatjewitsch Peschechontzew, 16. November 1943 – 19. Mai 1944
- Generalmajor Michail Ignatiewitsch Panfilowitsch, 19. Mai – 7. Dezember 1944

Mitglieder des Kriegsrats
- Divisionskommissar Mark Nikanorowitsch Selenkow, 13. Juni – Dezember 1941
- Generalmajor Georgi Andrianowitsch Wassiljew, 13. Dezember 1941 – 18. Januar 1944
- Generalmajor Alexei Stepanowitsch Usenko, 18. Januar – 7. Dezember 1944